# Wapen van Bergen (Limburg)
Het eerste wapen van Bergen werd in 1907 per Koninklijk Besluit door de Hoge Raad van Adel in gebruik erkend door de Nederlands Limburgse gemeente Bergen. Het tweede wapen werd op 24 augustus 2016 eveneens per koninklijk besluit aan de gemeente verleend.

## Blazoenering
De blazoenering van het eerste wapen van Bergen luidt als volgt:
I: gedeeld a) in goud de H. Dionysius, b) in azuur een pijl van zilver, II in goud de HH Cosmas en Damianus.
Het wapen is in tweeën gedeeld en het bovenste deel is eveneens gedeeld. Het eerste deel van het schildhoofd is goud met daarin de sint Dionysius, herkenbaar doordat hij zijn hoofd in beide handen vasthoudt. Het tweede deel is blauw van kleur met daarop een zilveren naar boven wijzende pijl. In de schildvoet staan de tweelingbroers Cosmas en Damianus. Omdat de heiligen niet beschreven zijn, zijn hun gezichten en handen van natuurlijke kleur. De kleding die de heiligen dragen kan naar voorkeur van de kunstenaar ingevuld worden omdat deze in het geheel niet beschreven is. Wel dienen Cosmas en Damianus met geneeskundige attributen afgebeeld te worden.
De blazoenering van het tweede wapen luidt als volgt:
In azuur een golvende dwarsbalk van goud, waaroverheen een bundel van zeven pijlen van zilver, de pijlen samengebonden door een band van keel. Het schild gedekt met een gouden kroon van drie bladeren en twee parels.
De heraldische kleuren zijn: azuur (blauw), goud (geel) en keel (rood). Het schild is gedekt met een gravenkroon.

## Geschiedenis
De gemeente is ontstaan uit de heerlijkheden Heijen, Well en Afferden. De pijl verwijst naar de schepenbank van Well waar Bergen vanaf in ieder geval de 17e eeuw deel van uitmaakte, het oudst bekende zegel met pijl stamt uit 1458. Ook het geslacht De Liedel voerde de pijl als wapen, dit geslacht had als laatste familie de heerlijkheid in handen. Heijen heeft als kerkpatroon Sint Dionysius. Op een zegel uit de 16e eeuw staat hij als cefalofoor met zijn hoofd in zijn handen afgebeeld.
Afferden was een heerlijkheid met als patroonheiligen de broers Cosmas en Damianus. Cosmas en Damianus werden ook op verschillende zegels afgebeeld, het oudste zegel stamt uit 1534. Op dit zegel kijken de broers naar elkaar, rechts staat Cosmas en links staat Damianus achter hen is een muur afgebeeld. Cosmas houdt in zijn rechterhand een zwaard en in zijn linkerhand een fles. Damianus houdt in zijn rechterhand een boek en hij houdt zijn linkerhand op zijn borst. Ook een later zegel uit 1651 toont de twee heiligen, echter Cosmas biedt Damianus een kruis aan. Op een zegel uit 1663 staat een gelijke voorstelling met daarbij een kruis aan de rechterzijde en een kerk aan de linker. Op het huidige wapen houden de beide heiligen een zwaard vast, als teken dat zij onthoofd zijn.
Het eerste wapen werd op 22 januari 1907 per Koninklijk besluit verleend aan de gemeente.
Eind 2015 vroeg de gemeente een nieuw wapen aan, omdat Heijen in 1973 overging in de gemeente Gennep. Het wapenontwerp voor het tweede wapen werd ontworpen door R. Vroomen. De pijlen in het ontwerp verwijzen naar de eenheid van de zeven dorpen in de gemeente (Afferden, Aijen, Bergen, Nieuw Bergen, Siebengewald, Well en Wellerlooi). De strik die de pijlen vasthoudt is op voorstel van de Hoge Raad van Adel gewijzigd in een band die de pijlen bijeen houdt. Ook is er na voorstel een golvende dwarsbalk toegevoegd die de Maas als verbindend element moet symboliseren.
Dit wapen werd 24 augustus 2016 toegekend.

## Vergelijkbaar wapen
Het volgende wapen is vergelijkbaar met het eerste wapen van Bergen:

Het wapen van Putte